# Georges Buchard
Georges Buchard, född 21 december 1893 i Harfleur, död 22 januari 1987 i Rouen, var en fransk fäktare.
Buchard blev olympisk guldmedaljör i värja vid sommarspelen 1924 i Paris och vid sommarspelen 1932 i Los Angeles.